# Muzeum tureckého a islámského umění
Muzeum tureckého a islámského umění (turecky: Türk ve İslam Eserleri Müzesi) je muzeum v tureckém Istanbulu. Sídlí v Paláci Ibrahima Paši postaveném v roce 1524, na náměstí Sultanahmet naproti Modré mešitě. Muzeum bylo založeno v roce 1914 pod názvem Muzeum islámských nadací. Současný název nese od roku 1923, v Paláci Ibrahima Paši sídlí od roku 1983. Shromažďuje příklady islámské kaligrafie, dlaždic a koberců, ale i etnografický materiál různých kultur v Turecku, zejména nomádských skupin. Celkem muzeum disponuje více než 40 tisíci uměleckých děl, včetně 17 000 rukopisů, 3000 koránů a 250 000 raných koránových fragmentů z Umajjovské mešity v Damašku. Jde o jedno z největších muzeí v Turecku. V roce 1984 bylo oceněno Zvláštní cenou poroty soutěže Muzeum roku Evropské rady.